# Swamp man
『swamp man』（スワンプ マン）は、ロックバンド・HIGH and MIGHTY COLORの5枚目のオリジナルアルバム。

## 解説
ハイカラとしては、約1年半ぶりのオリジナルアルバムであり、全曲セルフプロデュースである。また、インディーズ版「OVER」以来のSPICE RECORDSでの発売である。昨年の｢ボーカルオーディション｣にて選ばれたHALCAを迎え、レコーディングされた。新生ハイカラとしては初の作品だが、翌2010年5月19日に解散を発表したため、ハイカラ最後のアルバムでもある。
アルバム発売に先がけレコチョクやiTunes Storeにて、2009年7月7日から「XYZ」が、また、同月29日からは「good bye」がそれぞれ配信された。

## 収録曲
| 全作詞: HALCA・ユースケ、全編曲: HIGH and MIGHTY COLOR。 |                              |                 |        |      |
| #                                                        | タイトル                     | 作詞            | 作曲   | 時間 |
| 1.                                                       | 「swamp man」(inst.)         | HALCA・ユースケ | MEG    | 2:24 |
| 2.                                                       | 「XYZ」                      | HALCA・ユースケ | mACKAz | 3:44 |
| 3.                                                       | 「good bye」                 | HALCA・ユースケ | MEG    | 4:13 |
| 4.                                                       | 「eyes」                     | HALCA・ユースケ | SASSY  | 4:27 |
| 5.                                                       | 「fly me to the other moon」 | HALCA・ユースケ | カズト | 4:00 |
| 6.                                                       | 「pain」                     | HALCA・ユースケ | MEG    | 4:21 |
| 7.                                                       | 「7.2」                      | HALCA・ユースケ | MEG    | 4:51 |
| 8.                                                       | 「hate」                     | HALCA・ユースケ | SASSY  | 4:35 |
| 9.                                                       | 「living」                   | HALCA・ユースケ | SASSY  | 3:38 |
| 10.                                                      | 「you」                      | HALCA・ユースケ | カズト | 4:01 |
| 合計時間:                                                | 合計時間:                    | 合計時間:       | 40:14  |      |

### 楽曲解説
1. swamp man
インスト曲。
インストではあるが、HALCAの声が入っている。
2. XYZ
7月7日に、レコチョクなどで先行配信された。
3. good bye
PVが存在する。
7月29日に、レコチョクなどで先行配信された。
4. eyes
5. fly me to the other moon
6. pain
7. 7.2
MEGが、アコースティックギターを使用した。
8. hate
9. living
10. you